# Second triumvirat (Argentine)
 (septembre 2022).
Pour l’article homonyme, voir Second triumvirat.
Le second triumvirat (en espagnol : Segundo Triumvirato) est l’organe exécutif qui, succédant au premier triumvirat le 8 octobre 1812, conduisit les destinées des Provinces Unies du Río de la Plata jusqu’au 31 janvier 1814, date à laquelle il fut supplanté à son tour par le Directoire.

## Origine
Un soulèvement révolutionnaire, survenu en octobre 1812, exigea la constitution d’un nouveau triumvirat. À partir du mois de mars 1812 en effet, avec l’arrivée depuis l’Europe de José de San Martín et d’autres patriotes, l’élan révolutionnaire qui avait animé la révolution de Mai 1810 avait repris de la vigueur. Le 8 octobre, San Martín et Francisco Ortiz de Ocampo rassemblèrent leurs troupes sur la place principale de Buenos Aires et forcèrent la convocation d’un cabildo ouvert en vue de l’élection d’un second triumvirat.

## Composition
Le scrutin du 8 octobre 1812 organisé pour désigner les membres de ce triumvirat donna le résultat suivant :
- Nicolás Rodríguez Peña (172 voix pour - 12 contre),
- Antonio Álvarez Jonte (147 voix pour - 35 contre),
- Juan José Paso (96 voix pour - 87 contre).

Cependant, Paso fut remplacé par José Julián Pérez (es) en février 1813, et Álvarez Jonte par Gervasio Posadas en août de la même année. Enfin, en novembre, Juan Larrea vint prendre la place de Pérez.

## Actes de gouvernement
- Par décision du cabildo du 8 octobre 1812, les triumvirs ordonnèrent l’arrestation de Bernardino Rivadavia et son éloignement hors de la capitale. De même, Juan Martín de Pueyrredón reçut l’ordre de se retirer vers San Luis, tandis que le journaliste Vicente Pazos Silva (rival de Bernardo de Monteagudo) fut également détenu et banni. Rivadavia y Pueyrredón devaient être jugés après que l’Assemblée générale aurait été constituée.
- Le 4 décembre 1812 fut établie une commission chargée de rédiger la Constitution.
- Le 31 janvier 1813 fut instituée à Buenos Aires l’Assemblée générale constituante, mieux connue en Argentine sous la dénomination d’Assemblée de l'an XIII[2].
- Le 10 mars fut fondée la faculté de médecine sous la direction de Cosme Argerich.
- Le 14 novembre fut créée la province de Cuyo (englobant le territoire des actuelles provinces de Mendoza, de San Juan et de San Luis).

## Crise finale et avènement du Directoire
Dès le début, des dissensions s’étaient fait jour au sein du second triumvirat, en particulier entre, d’une part, Paso, de tendance modérée, et de l’autre, Peña et Jonte, qui se trouvaient sous l’obédience de la loge lautarienne, et par le biais desquels cette société secrète parvenait à influer sur la plupart des décisions prises par le gouvernement.
L’Assemblée générale, une fois installée, garda la supériorité politique sur l’exécutif, mais dès la fin 1813, elle cessa presque totalement de se réunir, laissant ainsi toute l’intitiative aux mains du gouvernement. Avec le temps, et bien que les débuts se soient présentés sous de favorables auspices, les difficultés finirent par se manifester : Ferdinand VII s’étant ressaisi de la couronne, les menaces d’une offensive royaliste se renforcèrent.
La tension due aux problèmes accumulés fut à son comble à la suite des défaites de Manuel Belgrano dans les batailles de Vilcapugio et de Ayohuma. En réaction, Carlos María de Alvear, avec l’appui de la loge lautarienne, poussa à la désignation d’un pouvoir exécutif unipersonnel. La crise culmina avec la dissolution du triumvirat et l’élection du premier Directeur suprême des Provinces Unies du Río de la Plata, Gervasio Antonio de Posadas, qui entra en fonction le 31 janvier 1814.